# We Are One: A Global Film Festival

Das Logo von
We Are One: A Global Film Festival

We Are One: A Global Film Festival ist ein virtuelles Filmfestival, das im April 2020 von Tribeca Enterprises und YouTube ins Leben gerufen wurde. Die erste Ausgabe fand vom 29. Mai bis 7. Juni 2020 statt.

## Geschichte
Nachdem das Tribeca Film Festival seine für April 2020 geplante 19. Ausgabe aufgrund der Coronavirus-Pandemie abgesagt hatte und auch die meisten für das Frühjahr und den Sommer 2020 geplanten Filmfestivals weltweit abgesagt, verschoben oder ebenfalls nur virtuell durchgeführt wurden oder keine Idee hatten, wie sie agieren sollen, gaben Tribeca Enterprises und YouTube im April 2020 bekannt, im Folgemonat eine erste Ausgabe von „We Are One: A Global Film Festival“ auf die Beine stellen zu wollen. Bei diesem sollen verschiedene Filme bei YouTube kostenlos zur Verfügung gestellt werden. Neben dem Tribeca Film Festival gehören unter anderem die Filmfestspiele von Cannes, Venedig, Berlin und Karlovy Vary (Karlsbad) zu den Partnern, aber auch das New York Film Festival und das Sundance Film Festival, das Toronto International Film Festival, das Tokyo International Film Festival und das Sydney Film Festival. Neben den gezeigten Spiel-, Dokumentar- und Kurzfilmen, die von den teilnehmenden Filmfestivals präsentiert werden, sollen auch „Round Tables“ gestreamt werden.
Das Tribeca Film Festival konnte zuvor selbst Erfahrungen mit einem virtuellen Filmfestival sammeln. Während des ursprünglichen Zeitfensters des Festivals wurde eine Auswahl von Filmen online zur Verfügung gestellt, am Ende wurden Filmpreise verliehen.
Das Festival soll die Weltgesundheitsorganisation (WHO) unterstützen und dem eingerichteten COVID-19 Relief Fund zugutekommen. Die Werbe- und Spendeneinnahmen sollen auch weiteren Organisationen, die gegen die Coronavirus-Pandemie kämpfen, zukommen, wie etwa der UNICEF, UNHCR, Save the Children und Ärzte ohne Grenzen,
und auch diversen lokalen Hilfsorganisationen. Die Zuschauer werden während des Festivals zu Spenden aufgerufen.

## Ablauf
Das vollständige Programm wurde wenige Tage vor Beginn vorgestellt. Insgesamt umfasst das Programm von We Are One: A Global Film Festival 100 Filme aus 35 Ländern, 34 Langspiel- und 71 Kurzfilme, außerdem vier Fernseh- und drei Webformate, 15 Virtual-Reality-Programme und 16 Gespräche mit bekannten Filmemachern. Zu Letzteren gehören Gesprächsrunden mit Stars wie dem Schauspieler Jackie Chan, mit Alain Delon und Zhang Ziyi sowie eine Masterclass mit Nadav Lapid. Dazu kommen die Paarungen Ang Lee und Hirokazu Koreeda, Claire Denis und Olivier Assayas, Francis Ford Coppola und Steven Soderbergh sowie Alejandro González Iñárritu und Marina Abramović.
Unter den vorgestellten Filmen finden sich 13 Weltpremieren, 31 Online-Premieren und fünf internationale Online-Premieren. Zu den Weltpremieren gehört unter anderem der Dokumentarfilm Iron Hammer der Schauspielerin und Regisseurin Joan Chen über den chinesischen Volleyballstar Jenny Lang Ping, der israelische Neo-Noir-Thriller Losing Alice (auch Leabed et Alice), ein Serienpilotfilm von Sigal Avin und der Kurzfilm The Yalta Conference Online, den der japanische Regisseur Koji Fukada exklusiv für das Festival gedreht hat.
Das erste Ausgabe des We Are One: A Global Film Festivals fand vom 29. Mai bis 7. Juni 2020 statt. Indem jeder Film einen festen Programmplatz hat, versuchen die Organisatoren, ein wenig Festivalflair aufkommen zu lassen und auch dem Konsumverhalten auf den großen Streamingportalen entgegenzuwirken. Die Filme hatten feste Anfangszeiten, die man mit der YouTube-Premierenfunktion vormerken konnte, blieben aber bis zum Ende des Festivals und ein paar Tage darüber hinaus auf YouTube verfügbar.

## Teilnehmende Filmfestivals
Das Projekt konnte folgende internationale Filmfestivals als Partner gewinnen:
Initiator
- Tribeca Film Festival: Es wurde 2002 vom Schauspieler Robert De Niro und der Produzentin Jane Rosenthal in New York ins Leben gerufen. Tribeca Enterprises war einer der Mitinitiatoren von We Are One.

Filmfestivals in Europa

Internationale Filmfestspiele von Cannes

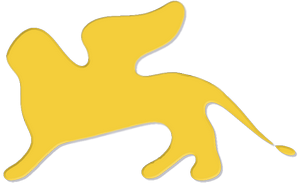
Internationale Filmfestspiele von Venedig

- Internationale Filmfestspiele von Cannes, Frankreich, A-Festival: Sie zählen zu den weltweit bedeutendsten Filmfestivals. Sie werden seit 1946 jährlich im Mai an der Côte d’Azur veranstaltet

- Internationale Filmfestspiele von Venedig, Italien, A-Festival: Sie sind Teil der Biennale für zeitgenössische Kunst und finden jedes Jahr von Ende August bis Anfang September auf dem Lido in Venedig statt.
- Internationale Filmfestspiele Berlin, Deutschland, A-Festival: Das jährlich in Berlin stattfindendes Filmfestival zählt neben denen von Cannes und Venedig zu den wichtigsten Filmfestivals und gelten als eines der weltweit bedeutendsten Ereignisse der Filmbranche.
- Locarno Film Festival, Schweiz, A-Festival: Es findet jeweils Anfang August statt und wurde 1946 gegründet. Es gehört somit zu den traditionsreichsten Filmfestivals der Welt.
- Internationales Filmfestival Karlovy Vary, Tschechien, A-Festival: Es findet jedes Jahr Anfang Juli im böhmischen Kurort Karlsbad statt.
- San Sebastian International Film Festival, Spanien, A-Festival
- International Film Festival Rotterdam, Niederlande: Es gehört zu den größeren Filmveranstaltungen Europas, ist aber kein A-Festival, wie die Berlinale oder die Festivals von Cannes und Venedig.
- London Film Festival, Vereinigtes Königreich
- Sarajevo Film Festival, Bosnien und Herzegowina
- Annecy International Animation Film Festival, Frankreich

Filmfestivals in Nordamerika

New York Film Festival

- New York Film Festival, USA: Es wurde 1963 von den Filmwissenschaftlern Richard Roud und Amos Vogel gegründet und ist neben dem 1957 gegründeten San Francisco International Film Festival das älteste und renommierteste internationale Filmfestival der Vereinigten Staaten. Die Filme werden von der im New Yorker Lincoln Center beheimateten Film Society of Lincoln Center ausgewählt.
- Sundance Film Festival, USA: Das jährlich im Januar in Park City und Salt Lake City, Utah, stattfindende Filmfestival gilt als wichtige Plattform für unabhängige amerikanische und internationale Produktionen.
- Toronto International Film Festival, Kanada: Es findet seit 1976 im kanadischen Toronto statt und wird jährlich Anfang/Mitte September veranstaltet.
- Guadalajara International Film Festival, Mexiko

Filmfestivals in Asien und Ozeanien
- Tokyo International Film Festival, Japan, A-Festival: Es ist eines der größten internationalen Filmfestivals in Asien und findet seit 1985 in Tokio statt.
- Sydney Film Festival, Australien: Es wurde 1954 gegründet und ist als internationales Filmfestival beim Filmproduzentenverband FIAPF akkreditiert. Das Festival findet alljährlich im Juni für zwei Wochen in Sydney statt.
- Mumbai Film Festival, Indien
- International Film Festival & Awards Macao, China

Weitere Filmfestivals
- Marrakech International Film Festival, Marokko
- Jerusalem Film Festival, Israel

## Programm

### Spielfilme und Dokumentationen
| Film                                                        | Regie | Land                                                                            | Jahr | Darsteller (Auswahl)                                                                                    | kuratiert von                                   |
| ----------------------------------------------------------- | --- | ------------------------------------------------------------------------------- | ---- | --- | ----------------------------------------------- |
| 45 Days in Harvar                                           | César Aréchiga | Mexiko                                                                          | 2020 | | Festival Internacional de Cine en Guadalajara   |
| Adele hat noch nicht zu Abend gegessen                      | Oldřich Lipský | Tschechoslowakei                                                                | 1977 | Michal Dočolomanský, Rudolf Hrušínský, Miloš Kopecký                                                    | Internationales Filmfestival Karlovy Vary       |
| Ar condicionado (Air Conditioner)                           | Fradique | Angola                                                                          | 2020 | José Kiteculo, Filomena Manuel, David Caracol                                                           | International Film Festival Rotterdam           |
| Willkommen in Amerika (Amreeka)                             | Cherien Dabis | Kanada, Kuwait, USA                                                             | 2009 | Nisreen Faour, Melkar Muallem, Hiam Abbass, Alia Shawkat                                                | We Are One                                      |
| Beautiful Things                                            | Giorgio Ferrero | Italien                                                                         | 2017 | Van Quattro, Danilo Tribunal, Andrea Pavoni Belli, Vitto Mirizz                                         | Internationale Filmfestspiele von Venedig       |
| Beyond The Mountain                                         | David R. Romay | Mexiko                                                                          | 2018 | Benny Emmanuel, Gustavo Sánchez Parra, Reneé Sabina, Enrique Arreola                                    | Festival Internacional de Cine en Guadalajara   |
| Die Brücken von Sarajevo                                    | Aida Begic, Leonardo Di Costanzo, Jean-Luc Godard, Kamen Kalev, Isild Le Besco, Sergei Loznitsa, Vincenzo Marra, Ursula Meier, Vladimir Perisic, Cristi Puiu, Marc Recha, Angela Schanelec, Teresa Villaverde | Bosnien und Herzegowina, Frankreich, Deutschland, Italien, Portugal, Schweiz    | 2014 | Bogdan Ninkovic, Fedja Stamenkovic, Andrej Ivancic, Nikola Brkovic                                      | Sarajevo Film Festival                          |
| A City Called Macau (Mā gé shì zuò chéng)                   | Li Shaohong | China                                                                           | 2018 | Bai Baihe, Huang Jue, Wu Gang, Carina Lau, Eric Tsang                                                   | International Film Festival & Awards Macao      |
| Crazy World (Ani Mulalu)                                    | Nabwana Igg | Uganda                                                                          | 2019 | Kirabo Beatrice, Bruce U, Bisaso Dauda, Choppa Li                                                       | Toronto International Film Festival             |
| Dantza                                                      | Telmo Esnal | Spanien                                                                         | 2018 | Gari Otamendi, Amaia Irigoyen, Ainara Ranera                                                            | Festival Internacional de Cine de San Sebastián |
| Eeb Allay Ooo!                                              | Prateek Vats | Indien                                                                          | 2019 | Shardul Bhardwaj, Shashi Bhushan, Mahender Nath                                                         | Mumbai Film Festival                            |
| The Epic of Everest                                         | John Noel | Vereinigtes Königreich                                                          | 1924 | Andrew Irvine, George Mallory                                                                           | London Film Festival                            |
| Grab                                                        | Billy Luther | USA                                                                             | 2011 | | Sundance Institute                              |
| Ice Cream and the Sound of Raindrops (Aisu to Amaoto)       | Daigo Matsui | Japan                                                                           | 2017 | Kokoro Morita, Reiko Tanaka, Taketo Tanaka, Yuzu Aoki                                                   | Tokyo International Film Festival               |
| The Iron Hammer                                             | Joan Chen | China, USA                                                                      | 2020 | Lang Ping                                                                                               | We Are One                                      |
| Hochzeit wider Willen (Late Marriage)                       | Dover Kosashvili | Israel, Frankreich                                                              | 2001 | Lior Ashkenazi, Ronit Elkabetz, Moni Moshonov, Lili Kosashvili, Aya Steinovitz                          | Jerusalem Film Festival                         |
| Los Pasos Dobles                                            | Isaki Lacuesta | Spanien, Schweiz                                                                | 2011 | Bokar Dembele, Miquel Barceló, Alou Cissé, Hamadoun Kassogue                                            | Festival Internacional de Cine de San Sebastián |
| Love Chapter 2                                              | Sharon Eyal | Frankreich, Israel                                                              |      | Gon Biran, Rebecca Hytting, Mariko Kakizaki, Keren Lurie Perdes                                         | Jerusalem Film Festival                         |
| Mary is Happy, Mary is Happy                                | Nawapol Thamrongrattanarit | Thailand                                                                        | 2013 | Patcha Poonpiriya, Chonnikan Netjui                                                                     | Internationale Filmfestspiele von Venedig       |
| Mugaritz B.S.O.                                             | Juantxo Sardón, Felipe Ugarte | Spanien                                                                         | 2011 | Andoni Luis Aduriz, Felipe Ugarte, Juan Hernández                                                       | Festival Internacional de Cine de San Sebastián |
| Mystery Road                                                | Ivan Sen | Australien                                                                      | 2013 | Aaron Pedersen, Hugo Weaving, Jack Thompson, Ryan Kwanten, Tony Barry                                   | Sydney Film Festival                            |
| Nasir                                                       | Arun Karthick | Indien, Niederlande                                                             | 2019 | Koumarane Valavane, Sudha Ranganathan, Yasmin Rahman, Sabari                                            | Mumbai Film Festival                            |
| Ricky Powell: The Individualist                             | Josh Swade | USA                                                                             | 2020 | Ricky Powell, Natasha Lyonne, Debi Mazar, Mike D, Laurence Fishburne, Chuck D, LL Cool J                | Tribeca Film Festival                           |
| Rudeboy: The Story of Trojan Records                        | Nicolas Jack Davies | Jamaika, Vereinigtes Königreich                                                 | 2018 | Lee Perry, Toots Hibbert, Pauline Black, Derrick Morgan                                                 | London Film Festival                            |
| SEE Factory Sarajevo mon amour                              | Dusan Kasalica, Neven Samardzic, Masa Sarovic, Urška Djukić, Eleonora Veninova, Sharon Engelhart, Teodora Ana Mihai, Gabriel Tzafka, Carolina Markowicz, Yona Rozenkier                                       | Bosnien und Herzegowina, Frankreich, Mazedonien, Montenegro, Serbien, Slowenien | 2019 | Mirjana Karanovic, Seka Sablic, Mediha Muslilovic, Marija Pikic                                         | Sarajevo Film Festival                          |
| Das Grabmal einer großen Liebe (Shiraz: A Romance of India) | Franz Osten | Deutschland, Indien, Vereinigtes Königreich                                     | 1928 | Himansu Rai, Enakshi Rama Rau, Charu Roy, Seeta Devi                                                    | London Film Festival                            |
| Sisterhood                                                  | Tracy Choi | Macau                                                                           | 2016 | Gigi Leung, Fish Liew, Jennifer Yu, Lee Lee Jen                                                         | International Film Festival & Awards Macao      |
| Bildnis einer Trinkerin (Ticket of No Return)               | Ulrike Ottinger | Deutschland                                                                     | 1979 | Nina Hagen, Tabea Blumenschein, Magdalena Montezuma, Eddie Constantine                                  | Berlinale                                       |
| Tremble All You Want (Katte ni Furuetero)                   | Akiko Ooku | Japan                                                                           | 2017 | Mayu Matsuoka, Daichi Watanabe, Anna Ishibashi, Takumi Kitamura                                         | Tokyo International Film Festival               |
| Volubilis                                                   | Faouzi Bensaïdi | Frankreich, Marokko, Katar                                                      | 2017 | Mouhcine Malzi, Nadia Kounda, Abdelhadi Talbi, Nezha Rahil                                              | Marrakech International Film Festival           |
| Wake Up: Stories From the Frontlines of Suicide Prevention  | Nate Townsend | USA                                                                             | 2020 | Dr. Craig Bryan, Dese’rae Stage, Michael Zibilich, Gayle Zibilich, Rep. Steve Eliason, Dr. Morissa Henn | We Are One                                      |
| Wrath of Silence (Bào liè wúshēng)                          | Xin Yukun | China                                                                           | 2017 | Wu Jiang, Yang Song, Wenkang Yuan, Zhuo Tan                                                             | International Film Festival & Awards Macao      |

### Kurzfilme
| Film                                                                             | Regie                            | Land                                  | Jahr | kuratiert von                              |
| -------------------------------------------------------------------------------- | -------------------------------- | ------------------------------------- | ---- | ------------------------------------------ |
| Anna                                                                             | Dekel Berenson                   | Ukraine, Vereinigtes Königreich       | 2019 | Internationale Filmfestspiele von Cannes   |
| Butterflies (Parparim)                                                           | Yona Rozenkier                   | Israel                                | 2019 | Internationale Filmfestspiele von Cannes   |
| Awake                                                                            | Atul Mongia                      | Indien                                | 2018 | Mumbai Film Festival                       |
| The Brat (Natkhat)                                                               | Shaan Vyas                       | Indien                                | 2020 | Mumbai Film Festival                       |
| Circus Person                                                                    | Britt Lower                      | USA                                   | 2020 | Tribeca Film Festival                      |
| Cru – Raw                                                                        | David Oesch                      | Schweiz                               | 2020 | Tribeca Film Festival                      |
| Dirty Laundry                                                                    | Maxim Bessmertny                 | Macau                                 | 2012 | International Film Festival & Awards Macao |
| Egg                                                                              | Michael J. Goldberg              | USA                                   | 2020 | Tribeca Film Festival                      |
| Electric Swan                                                                    | Konstantina Kotzamani            | Argentinien, Frankreich, Griechenland | 2019 | Internationale Filmfestspiele von Venedig  |
| Die Entfernung zwischen dem Himmel und uns (The Distance Between The Sky And Us) | Vasilis Kekatos                  | Griechenland                          | 2019 | Internationale Filmfestspiele von Cannes   |
| Fainting Spells                                                                  | Sky Hopinka                      | USA                                   | 2019 | Sundance Film Festival                     |
| INABE                                                                            | Kôji Fukada                      | Japan                                 | 2013 | Tokyo International Film Festival          |
| Jefferson no Higashi                                                             | Kôji Fukada                      | Japan                                 | 2018 | Tokyo International Film Festival          |
| The Jump (Le Grand Saut)                                                         | Vanessa Dumont, Nicolas Davenel  | Frankreich                            | 2019 | Internationale Filmfestspiele von Cannes   |
| Kmêdeus                                                                          | Nuno Miranda                     | Kap Verde                             | 2020 | International Film Festival Rotterdam      |
| The Light Side                                                                   | Ryan Ebner                       | USA                                   | 2020 | Tribeca Film Festival                      |
| Lonely Encounter (冬寂)                                                          | Jenny Wan                        | Hongkong, Macau                       | 2019 | International Film Festival & Awards Macao |
| Masterpiece                                                                      | Runyararo Mapfumo                | Vereinigtes Königreich                | 2017 | London Film Festival                       |
| Monster God (Monstruo Dios)                                                      | Agustina San Martin              | Argentinien                           | 2019 | Internationale Filmfestspiele von Cannes   |
| Motorcycle Drive By                                                              | David Wexler                     | USA                                   | 2020 | Tribeca Film Festival                      |
| Mud (Hashtł'ishnii)                                                              | Shaandiin Tome                   | USA                                   | 2017 | Sundance Film Festival                     |
| My Father’s Tools                                                                | Heather Condo                    | Kanada                                | 2017 | Sundance Film Festival                     |
| The Nap (La Siesta)                                                              | Federico Luis Tachella           | Argentinien                           | 2019 | Internationale Filmfestspiele von Cannes   |
| No More Wings                                                                    | Abraham Adeyemi                  | Vereinigtes Königreich                | 2020 | Tribeca Film Festival                      |
| No One Left Behind                                                               | Guillermo Arriaga                | Mexiko                                | 2019 | Internationale Filmfestspiele von Venedig  |
| Nutag-Homeland                                                                   | Alisi Telengut                   | Kanada                                | 2017 | Sundance Film Festival                     |
| Over                                                                             | Jörn Threlfall                   | Vereinigtes Königreich                | 2015 | London Film Festival                       |
| Stories of Destroyed Cities: Şhengal (Çîroka Bajarên Wêranbûyî: Şingal)          | Şêro Hindê                       | USA                                   | 2016 | International Film Festival Rotterdam      |
| Tapi!                                                                            | Jim Chuchu                       | Kenia                                 | 2020 | International Film Festival Rotterdam      |
| The Tear’s Thing (Le Coup des larmes)                                            | Clémence Poésy                   | Frankreich                            | 2019 | Internationale Filmfestspiele von Venedig  |
| Throat Singing in Kangirsuk (Katatjatuuk Kangirsumi)                             | Eva Kaukai und Manon Chamberland | Kanada                                | 2019 | Sundance Film Festival                     |
| TOTO                                                                             | Marco Baldonado                  | Kanada                                | 2020 | Tribeca Film Festival                      |
| The Van                                                                          | Erenik Beqiri                    | Albanien                              | 2019 | Internationale Filmfestspiele von Cannes   |
| Vertical Shapes in a Horizontal Landscape                                        | Mark Jenkin                      | Vereinigtes Königreich                | 2018 | London Film Festival                       |
| When I Write It                                                                  | Nico Opper und Shannon St. Aubin | USA                                   | 2020 | Tribeca Film Festival                      |
| White Echo                                                                       | Chloë Sevigny                    | USA                                   | 2019 | Internationale Filmfestspiele von Cannes   |
| Who Talks (Ingen Lyssnar)                                                        | Elin Övergaard                   | Schweden                              | 2019 | Internationale Filmfestspiele von Cannes   |

### Animierte Kurzfilme
| Film                                                 | Regie                                     | Land                | Jahr | kuratiert von                            |
| ---------------------------------------------------- | ----------------------------------------- | ------------------- | ---- | ---------------------------------------- |
| 32-RBIT                                              | Victor Orozco Ramírez                     | Mexiko, Deutschland | 2018 | Guadalajara International Film Festival  |
| And Then The Bear (L’Heure de L’Ours)                | Agnès Patron                              | Frankreich          | 2019 | Internationale Filmfestspiele von Cannes |
| The Battle of San Romano (La Bataille de San Romano) | Georges Schwizgebel                       | Schweiz             | 2017 | Festival d’Animation Annecy              |
| Bilby                                                | Liron Topaz, Pierre Perifel und JP Sans   | USA                 | 2018 | Festival d’Animation Annecy              |
| Bird Karma                                           | William Salazar                           | USA                 | 2018 | Festival d’Animation Annecy              |
| Black Barbie                                         | Comfort Arthur                            | Ghana               | 2016 | Festival d’Animation Annecy              |
| Bonifacio in Summertime (L’Eté de Boniface)          | Pierre-Luc Granjon und Antoine Lanciaux   | Kanada, Frankreich  | 2011 | Festival d’Animation Annecy              |
| The Cats (Los Gatos)                                 | Alejandro Ríos                            | Mexiko              | 2014 | Guadalajara International Film Festival  |
| Cerulia                                              | Sofía Carrillo                            | Mexiko              | 2017 | Guadalajara International Film Festival  |
| Dew Line                                             | Joanna Priestley                          | USA                 | 2005 | Festival d’Animation Annecy              |
| Genius Party: Happy Machine (Yumemiru Kikai)         | Masaaki Yuasa                             | Japan               | 2007 | Tokyo International Film Festival        |
| Leon in Wintertime (L’Hiver de Léon)                 | Pierre-Luc Granjon und Pascal Le Nôtre    | Kanada, Frankreich  | 2007 | Festival d’Animation Annecy              |
| Marooned                                             | Andrew Erekson                            | USA                 | 2019 | Festival d’Animation Annecy              |
| Molly in Springtime (Le Printemps de Mélie)          | Pierre-Luc Granjon                        | Kanada, Frankreich  | 2009 | Festival d’Animation Annecy              |
| The One-Minute Memoir                                | Joan C. Gratz                             | USA                 | 2020 | Festival d’Animation Annecy              |
| Poppety in the Fall (L’Automne de Pougne)            | Pierre-Luc Granjon und Antoine Lanciaux   | Kanada, Frankreich  | 2012 | Festival d’Animation Annecy              |
| The Procession (Le cortège)                          | Pascal Blanchet und Rodolphe Saint-Gelais | Kanada              | 2019 | Festival d’Animation Annecy              |

### Filme und Kurzfilme „YouTube Creators“
| Film                                                   | Regie                                                                      | Land                    | Jahr | kuratiert von          |
| ------------------------------------------------------ | -------------------------------------------------------------------------- | ----------------------- | ---- | ---------------------- |
| Jaws – Assembling a Top-Tier Team (feat. TierZoo)      | Michael Tucker, Tricia Aurand, Brian Bitner, Alex Calleros und Vince Major | USA                     | 2020 | We Are One             |
| Sébastien Tellier on Paris’ Rooftop – A Take Away Show | Élie Girard                                                                | Frankreich              | 2020 | We Are One             |
| The Stories That Prepared Us                           | Jack Nugent und Andrew Fernandez                                           | USA                     | 2020 | We Are One             |
| Postcards from Sarajevo Film Festival Friends          | –                                                                          | Bosnien und Herzegowina | 2020 | Sarajevo Film Festival |

### Alle Beiträge nach Filmfestival
Das Tribeca Film Festival steuert bei:
- Ricky Powell: The Individualist von Josh Swade (2020)
- Circus Person von Britt Lower (Kurzfilm, 2020)
- Cru – Raw von David Oesch (Kurzfilm, 2020)
- Egg von Michael J. Goldberg (Kurzfilm, 2020)
- The Light Side von Ryan Ebner (Kurzfilm, 2020)
- Motorcycle Drive By von David Wexler (Kurzfilm, 2020)
- No More Wings von Abraham Adeyemi (Kurzfilm, 2020)
- TOTO von Marco Baldonado (Kurzfilm, 2020)
- When I Write It von Nico Opper und Shannon St. Aubin (Kurzfilm, 2020)
- Tribeca Talks: Alejandro González Iñárritu und Marina Abramović (2017)
- Tribeca Talks: Francis Ford Coppola und Steven Soderbergh (2019)

Die Internationalen Filmfestspiele von Cannes steuern bei:
- And Then The Bear (L’Heure de L’Ours) von Agnès Patron (Kurzfilm, 2019)
- Anna von Dekel Berenson (Kurzfilm, 2019)
- Butterflies (Parparim) von Yona Rozenkier (Kurzfilm, 2019)
- Die Entfernung zwischen dem Himmel und uns (The Distance Between The Sky And Us) von Vasilis Kekatos (Kurzfilm, 2019)
- The Jump (Le Grand Saut) von Vanessa Dumont und Nicolas Davenel (Kurzfilm, 2019)
- Monster God (Monstruo Dios) von Agustina San Martin (Kurzfilm, 2019)
- The Nap (La Siesta) von Federico Luis Tachella (Kurzfilm, 2019)
- The Van von Erenik Beqiri (Kurzfilm, 2019)
- White Echo von Chloë Sevigny (Kurzfilm, 2019)
- Who Talks (Ingen Lyssnar) von Elin Övergaard (Kurzfilm, 2019)
- Talk: Rendez-vous with Alain Delon France (2019)
- Talk: Rendez-vous with Zhang Ziyi France (2019)

Die Internationalen Filmfestspiele von Venedig steuern bei:
- Beautiful Things von Giorgio Ferrero (2018)
- Mary is Happy, Mary is Happy von Nawapol Thamrongrattanarit (2013)
- Electric Swan von Konstantina Kotzamani (Kurzfilm, 2019)
- No One Left Behind von Guillermo Arriaga (Kurzfilm, 2019)
- The Tear’s Thing (Le Coup des larmes) von Clémence Poésy (Kurzfilm, 2019)

Die Internationalen Filmfestspiele Berlin steuert bei:
- Bildnis einer Trinkerin von Ulrike Ottinger (1979)
- On Transmission: Ang Lee im Gespräch mit Hirokazu Koreeda (2020)
- On Transmission: Claire Denis im Gespräch mit Olivier Assayas (2020)

Das Locarno Film Festival steuert bei:
- Locarno 2019 Excellence Award Conversation Special Presentation (2019)
- Locarno 2019 Pardo d’onore für John Waters (2019)

Das Internationale Filmfestival Karlovy Vary steuert bei:
- Adele hat noch nicht zu Abend gegessen (Adéla ještě nevečeřela) von Oldřich Lipský (1977)
- Na plovarne von Jan Hojtas (1999-heute)
- Future Frames beim KVIFF aus Österreich, Tschechien, Deutschland, Polen und der Slowakei von Onřej Hudeček, Patrick Vollrath, Klara Kochańska und Michal Ďuriš (2015–2017)[16]

Das San Sebastian International Film Festival steuert bei:
- Dantza von Telmo Esnal (2018)
- Mugaritz Bso von Juantxo Sardón und Felipe Ugarte (2011)
- Los Pasos Dobles von Isaki Lacuesta (2011)

Das International Film Festival Rotterdam steuert bei:
- Air Conditioner (Ar Condicionado) von Fradique / Geraçao (2020)
- Kmêdeus von Nuno Miranda (Kurzfilm, 2020)
- Stories of Destroyed Cities: Şhengal (Çîroka Bajarên Wêranbûyî: Şingal) von Şêro Hindê (Kurzfilm, 2016)
- Tapi! Kenya von Jim Chuchu (Kurzfilm, 2020)
- Talk: IFFR Freedom Lecture: Rojava Film Commune (2020)

Das London Film Festival steuert bei:
- Rudeboy: The Story of Trojan Records von Nicolas Jack Davies (2019)
- Shiraz: A Romance of India von F. Osten (1928, restaurierte Fassung)
- The Epic of Everest von J.B.L. Noel (1924, restaurierte Fassung)
- Over von Jörn Threlfall (Kurzfilm, 2015)
- Masterpiece von Runyararo Mapfumo (Kurzfilm, 2017)
- Vertical Shapes in a Horizontal Landscape von Mark Jenkin (Kurzfilm, 2018)[17]

Das Sarajevo Film Festival steuert bei:
- Die Brücken von Sarajevo (Les Ponts de Sarajevo) von Aida Begic, Leonardo Di Costanzo, Jean-Luc Godard, Kamen Kalev, Isild Le Besco, Sergei Loznitsa, Vincenzo Marra, Ursula Meier, Vladimir Perisic, Cristi Puiu, Marc Recha, Angela Schanelec und Teresa Villaverde (2014)
- SEE Factory Sarajevo mon amour von Dusan Kasalica, Neven Samardzic, Masa Sarovic, Urška Djukić, Eleonora Veninova, Sharon Engelhart, Teodora Ana Mihai, Gabriel Tzafka, Carolina Markowicz und Yona Rozenkier (2019)
- Postcards from Sarajevo Film Festival Friends (2020)
- Route-3 von Thanasis Neofotistos (Kurzfilm, 2019)

Das Annecy International Animation Film Festival steuert bei:
- The Battle of San Romano (La Bataille de San Romano)  von Georges Schwizgebel (Animationskurzfilm, 2017)
- Bilby von Liron Topaz, Pierre Perifel, JP Sans (Animationskurzfilm, 2018)
- Bird Karma von William Salazar (Animationskurzfilm, 2018)
- Black Barbie von Comfort Arthur (Animationskurzfilm, 2016)
- Bonifacio in Summertime (L’Eté de Boniface) von Pierre-Luc Granjon und Antoine Lanciaux (Animationskurzfilm, 2011)
- Dew Line von Joanna Priestley (Animationskurzfilm, 2005)
- Leon in Wintertime (L’Hiver de Léon) von Pierre-Luc Granjon und Pascal Le Nôtre (Animationskurzfilm, 2007)
- Marooned von Andrew Erekson (Animationskurzfilm, 2019)
- Molly in Springtime (Le Printemps de Mélie) von Pierre-Luc Granjon (Animationskurzfilm, 2009)
- The One-Minute Memoir von Joan C. Gratz (Animationskurzfilm, 2020)
- Poppety in the Fall (L’Automne de Pougne) von Pierre-Luc Granjon und Antoine Lanciaux (Animationskurzfilm, 2012)
- The Procession (Le cortège) von Pascal Blanchet und Rodolphe Saint-Gelais (Animationskurzfilm, 2019)
- Shannon Amen von Chris Dainty (2019)

Das New York Film Festival steuert bei:
- 24 Frames Per Century von Athina Rachel Tsangari (Kurzfilm, 2013)
- Atlantiques von Mati Diop (Kurzfilm, 2009)
- Dramatic Relationships von Dustin Guy Defa (Kurzfilm, 2016)
- Forever’s Gonna Start Tonight von Eliza Hittman (Kurzfilm, 2011)
- A Hand in Two Ways (Fisted) von Dani und Sheilah ReStack (Kurzfilm, 2017)
- Indefinite Pitch von James N. Kienitz Wilkins (Kurzfilm, 2016)
- Live to Live (Vivir para Vivir) von Laida Lertxundi (Kurzfilm, 2015)
- Mad Ladders von Michael Robinson (Kurzfilm, 2015)
- Occidente von Ana Vaz (Kurzfilm, 2014)
- Parsi Argentina von Eduardo Williams und Mariano Blatt (Kurzfilm, 2019)
- Pelourinho, They Don’t Really Care About Us von Akosua Adoma Owusu (Kurzfilm, 2019)
- Rosalinda von Matías Piñeiro (mittellanger Film, 2010)
- Service of the Goods von Jean-Paul Kelly (Kurzfilm, 2013)
- Untitled (Letter to Serra) von Lisandro Alonso (Kurzfilm, 2011)
- Violettina von Alice Rohrwacher (Kurzfilm, 2016)[18]

Das Sundance Film Festival steuert bei:
- Grab von Billy Luther (2011)
- Fainting Spells von Sky Hopinka (Kurzfilm, 2019)
- Mud (Hashtł'ishnii) von Shaandiin Tome (Kurzfilm, 2017)
- My Father’s Tools von Heather Condo (Kurzfilm, 2017)
- Nutag-Homeland von Alisi Telengut (Kurzfilm, 2017)
- Throat Singing in Kangirsuk (Katatjatuuk Kangirsumi) von Eva Kaukai und Manon Chamberland (Kurzfilm, 2019)
- Cinema Cafe mit Jackie Chan (2019)
- Cinema Cafe mit Tessa Thompson und Jane Campion (2019)

Das Toronto International Film Festival steuert bei:
- Crazy World (Ani Mulalu) von Nabwana Igg (2019)
- TIFF Talks: Tantoo Cardinal Master Class Canada (2018)
- TIFF Talks: Viggo Mortensen & David Cronenberg on CRASH (2019)

Das Guadalajara International Film Festival steuert bei:
- 45 Days in Harvar (45 Days in Jarbar) von César Aréchiga (2019)
- Beyond The Mountain von David R. Romay (2018)
- 32-RBIT von Victor Orozco Ramírez (Kurzfilm, 2018)
- The Cats (Los Gatos) von Alejandro Ríos (Kurzfilm, 2014)
- Cerulia von Sofía Carrillo (Kurzfilm, 2017)
- Talk: Diego Luna, The Life After (2020)

Das Tokyo International Film Festival steuert bei:
- Tremble All You Want (katte ni furuete ro) von Akiko Ohku (2017)
- Ice Cream and the Sound of Raindrops (Aisu to Amaoto) von Daigo Matsui (2017)
- Yumemiru Kikai von Masaaki Yuasa (Kurzfilm, 2007)
- INABE von Kôji Fukada (Kurzfilm, 2013)
- Jefferson no Higashi von Kôji Fukada (Kurzfilm, 2018)

Das Sydney Film Festival steuert bei:
- Mystery Road von Ivan Sen (2013)
- Mabo Australia von Rachel Perkins (Fernsehen, 2012)

Das Mumbai Film Festival steuert bei:
- Eeb Allay Ooo von Prateek Vats (2019)
- Nasir von Arun Karthick (2020)
- Awake von Atul Mongia (Kurzfilm, 2018)
- The Brat (Natkhat) von Shaan Vyas (Kurzfilm, 2020)

International Film Festival & Awards Macao steuert bei:
- A City Called Macau (Ma Ge Shi Zho Cheng) von Li Shaohong (2019)
- Sisterhood (骨妹) von Tracy Choi (2016)
- Wrath of Silence (Bao Lie Wu Sheng) von Yukun Xin (2017)
- Dirty Laundry von Maxim Bessmertny (Kurzfilm, 2012)
- Lonely Encounter (冬寂) von Jenny Wan (Kurzfilm, 2019)

Das Marrakech International Film Festival steuert bei:
- Volubilis von Faouzi Bensaïdi (2017)
- Im Gespräch mit Guillermo del Toro (2018)

Das Jerusalem Film Festival steuert bei:
- Hochzeit wider Willen (תרחואמ הנותח) von Dover Kosashvili (2001)
- Losing Alice (Leabed Et Alice) von Sigal Avin (Fernsehen, 2020)
- Masterclass mit Nadav Lapid (2020)